# Geophysikalisches Observatorium Ebeltofthafen
Das Geophysikalische Observatorium Ebeltofthafen war eine deutsche Forschungsstation auf Spitzbergen auf der Mitra-Halbinsel, dem südlichsten Teil des Albert-I-Land im Nordwesten der Insel. Sie war eine der ersten über mehrere Jahre (1912–1914) kontinuierlich betriebenen Beobachtungsstationen in der Arktis.

## Geschichte
Ebeltofthafen als Standort eines künftigen Observatoriums war bereits auf der Spitzbergen-Expedition Ferdinand Graf von Zeppelins 1910 ausgewählt worden. Zeppelin hatte diese Schiffs-Expedition mit dem Ziel durchgeführt, einen Polarflug seines Luftschiffs wissenschaftlich und technisch vorzubereiten. Dabei war er unter anderem von Hugo Hergesell, dem Vorsitzenden der Internationalen Aeronautischen Kommission, und dem Polarforscher Erich von Drygalski begleitet und beraten worden. Da über die meteorologischen Verhältnisse in der Arktis, insbesondere in Flughöhe eines Luftschiffs, noch wenig bekannt war, sollte eine feste Station für kontinuierliche aerologische Messungen eingerichtet werden. Als Übergangslösung gründete Hergesell schon 1911 das Deutsche Geophysikalische Observatorium Adventbai in einem Gebäude der dortigen Kohlemine. Im Sommer 1912 wurde schließlich das Geophysikalische Observatorium Ebeltofthafen am Krossfjord aufgebaut.
Zum ersten Leiter des Observatoriums wurde Kurt Wegener ernannt und zu seinem wissenschaftlichen Mitarbeiter Max Robitzsch. Sie wurden unterstützt durch zwei Assistenten. Das zweistöckige Hauptgebäude, das auch eine Funkstation enthielt, wurde nach dreiwöchiger Bauzeit im Juli 1912 fertiggestellt. Zur Station gehörten ferner ein Lagerschuppen, eine kleine Ballonhalle und ein drehbares kleines Haus, in dem die Drachenwinde untergebracht war. Auf dem nahen 590 m hohen Mont de la Brise wurde eine Wetterstation errichtet. Ein weiterer Beobachtungspunkt wurde am 7 km entfernten Kap Mitra eingerichtet.
Im Februar und März 1913 startete Wegener zwei Rettungsexpeditionen für die in Not geratenen Mitglieder der deutschen Schröder-Stranz-Expedition, deren Schiff Herzog Ernst in der Sorge-Bay im Eis festsaß. In zwei Trapperhütten fand er Nachrichten von Expeditionsteilnehmern, die versucht hatten, bewohnte Gegenden zu erreichen, nun aber ihren Entschluss mitteilten, zum Schiff zurückzukehren. Helfen konnte Wegener trotz seines großen persönlichen Einsatzes letztlich nicht.
Im Sommer 1913 wechselte die Besatzung des Observatoriums. Die Beobachtungen wurden nun von Dr. Hoffmann und Otto Stoll (1885–1923) weitergeführt. Nach ihrer Überwinterung sollten sie im Sommer 1914 planmäßig von Max Robitzsch als Leiter und Friedrich Herath (1889–1974) als Observator abgelöst werden. Durch den Ausbruch des Ersten Weltkriegs kam es dazu aber nicht mehr. Hoffmann und Stoll gelang es, auf dem Weg über Norwegen bis zum Herbst 1914 in die Heimat zurückzukehren. Ein Jahr später soll ein britischer Flottenverband das Observatorium zerstört haben.
Im Zweiten Weltkrieg installierte die Wehrmacht zweimal Wetterstationen im nahen Lilliehöökfjord (Unternehmen Knospe, Unternehmen Nußbaum). Die meteorologischen Messreihen ließen sich so direkt mit denen von Ebeltofthafen vergleichen.

## Wissenschaftliche Arbeiten 1912/13
Das wissenschaftliche Programm sah vor allem meteorologische Beobachtungen an der Hauptstation vor. Dreimal täglich wurden Lufttemperatur, -feuchte und -druck registriert. Zusätzlich beobachteten die Forscher die Windgeschwindigkeit und -richtung sowie die Bewölkung. Außerdem wurde die Lufttemperatur fast ein Jahr lang am Mont de la Brise und 3,5 Monate am Kap Mitra registriert. Wegener und Robitzsch nahmen auch eine Vielzahl aerologischer Messungen vor. Insgesamt führten sie 275 Pilotballonsondierungen durch, wobei eine Maximalhöhe von 14.000 Metern erreicht wurde. Zusätzlich gab es 98 Fesselballonaufstiege, die bis in eine Höhe von 5.460 Metern führten. Weniger erfolgreich waren Sondierungen mit Hilfe von Drachen. Bei lediglich 19 Aufstiegen wurden nur Höhen bis maximal 1.590 m erreicht. Die Lage des Observatoriums war für Drachensondierungen wenig geeignet. Sie konnten nur bei Südwind durchgeführt werden, weil die atmosphärischen Turbulenzen bei anderen Windrichtungen so groß waren, dass es zum Verlust von Drachen und Registriereinrichtungen kam. Insgesamt wurde ein umfangreiches repräsentatives Datenmaterial gesammelt, das durch den Vergleich mit heutigen Messwerten zur Abschätzung der Erwärmung in der Arktis von großem Wert ist.
Ein weiteres Ziel der Expedition bestand in der Beobachtung des Polarlichts. Anhand von insgesamt 69 Parallaxenmessungen, die zeitgleich an der Hauptstation und am Kap Mitra vorgenommen wurden, konnten die Höhen der beobachteten Nordlichter (70 bis 200 km) bestimmt werden.